# 기타사키촌
기타사키촌(北崎村)은 아이치현 지타군에 설치되었던 촌이다. 현재의 오부시에 해당한다.